# Initiation
Initiation bezeichnete im Altertum die Zulassung zu den Mysterien, z. B. dem Mithraskult und die Aufnahme in einen Geheimbund. In der Ethnologie wird damit die Reifefeier oder -weihe bezeichnet, bei der in vielen Kulturen durch bestimmte Bräuche die Aufnahme in den Kreis der vollberechtigten Standes- oder Altersmitglieder einer Gruppe vollzogen wird, oft der Knaben in die Gesellschaft der Männer. Unter Initiation wird auch die Einführung eines Außenstehenden (eines Anwärters, eines Neophyten) in eine Gemeinschaft oder sein Aufstieg in einen anderen persönlichen Seinszustand (Status), beispielsweise von der Novizin zur Nonne oder vom Laien zum Schamanen verstanden. Die sozialgeschichtlich wichtigste Initiation ist die Pubertäts- und Stammesinitiation der Stammesgesellschaft und die daraus hervorgegangene Initiation der antiken Mysterienkulte. Initiationen folgen einem traditionellen Ritus.

## Religionen

### Judentum
Im Judentum werden die dreizehnjährigen Jungen durch die Bar Mitzwa, die zwölfjährigen Mädchen durch die Bat Mitzwa Mitglied der jüdischen Gemeinde. Die Jungen, in reformierten Gemeinden auch die Mädchen, singen in der Synagoge einen Abschnitt aus der Tora vor, nachdem sie die Teamim erlernt haben.

### Christentum

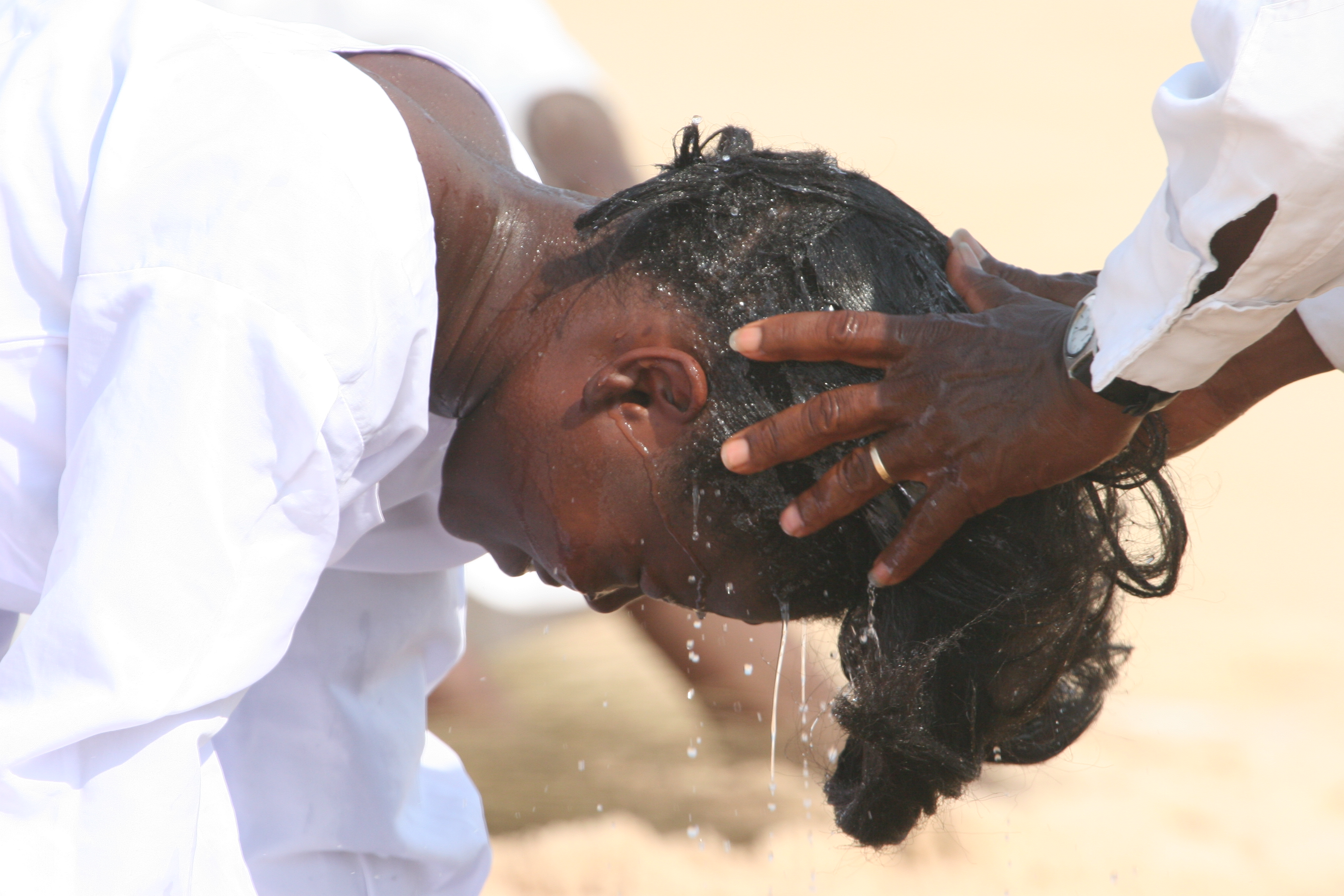
Taufe einer Frau in Benin, Afrika

Die Taufe, die Firmung oder die Konfirmation und der erste Empfang der Eucharistie haben eingliedernden Charakter und werden daher auch als Initiationssakramente bezeichnet.

### Islam/Sufismus
Die Chirqa ist ein wollener Mantel, der meist aus einzelnen Stoffstücken genäht wurde und im Sufismus einem Adepten (Murīd) bei seiner Aufnahme in einen Sufi-Orden überreicht wird.

### Hinduismus
Junge Männer in den höheren Kasten der Hindus werden dem sogenannten Upanayana (Initiationsritus für Knaben) unterzogen. Es ist diese kultische Handlung, die einen Menschen nach Auffassung der Hindus zum „Dvijati“ werden lässt, zum „Zweimalgeborenen“.

### Shintoismus
Im Shintō gibt es den Brauch, Neugeborene an einem bestimmten Tag zu ihrem ersten Schreinbesuch, dem Hatsumiyamairi, zu bringen. Das Neugeborene wird dadurch Mitglied der Gemeinde.

### Pubertäts- und Stammesinitiation
Die Mythen und Riten („Mannbarkeitsrituale“) der Pubertäts- und Stammesinitiation sind meist geheim, so dass Einzelheiten nur ausnahmsweise bekannt geworden sind. Im Wesentlichen macht der Novize überall eine sogenannte Wiedergeburt durch, er stirbt symbolisch, indem er von einem Ungeheuer verschlungen wird, und taucht neu geboren wieder auf. Ein Beispiel dazu ist das Skarifizierungsritual am Mittelsepik in Papua-Neuguinea. Dabei spielt häufig die Initiationshütte eine wichtige Rolle: „Oft stellt die Initiationshütte den offenen Rachen eines Meeresungeheuers dar … In einigen Gegenden von Ceram (Indonesien) heißt die Öffnung, durch welche die Neophyten eindringen, direkt 'Schlangenrachen' … Vor allem auf Neuguinea ist die Symbolik der Initiationshütte äußerst anschaulich. Für die Beschneidung der Knaben baut man eine Hütte, welche die Form des Ungeheuers Barlun hat, von dem man glaubt, es verschlinge die Novizen“. Das verschlingende Ungeheuer gilt als ein Bild der „gezahnten Vagina“, in die der Novize zum Zweck der Wiedergeburt zurückkehren muss.
Der Tiefenpsychologe Carl Gustav Jung, der ein lebhaftes Interesse für die Mythen und Riten der Pubertäts- und Stammesinitiation hatte, veröffentlichte eine ganze Reihe von bildlichen Darstellungen der kinderverschlingenden „furchtbaren Mutter“ aus allen Teilen der Welt. Auf diesem Hintergrund werden die von Leo Frobenius in seinem Buch Das Zeitalter des Sonnengottes gesammelten Mythen über den von einem Ungeheuer verschlungenen „Sonnenheros“ einschließlich des Märchens von „Rotkäppchen“ verständlich. Sie gehören offenbar alle zur Pubertäts- und Stammesinitiation, sie illustrieren alle irgendeine mystische Erfahrung der Novizen.

### Antike Mysterieninitiation

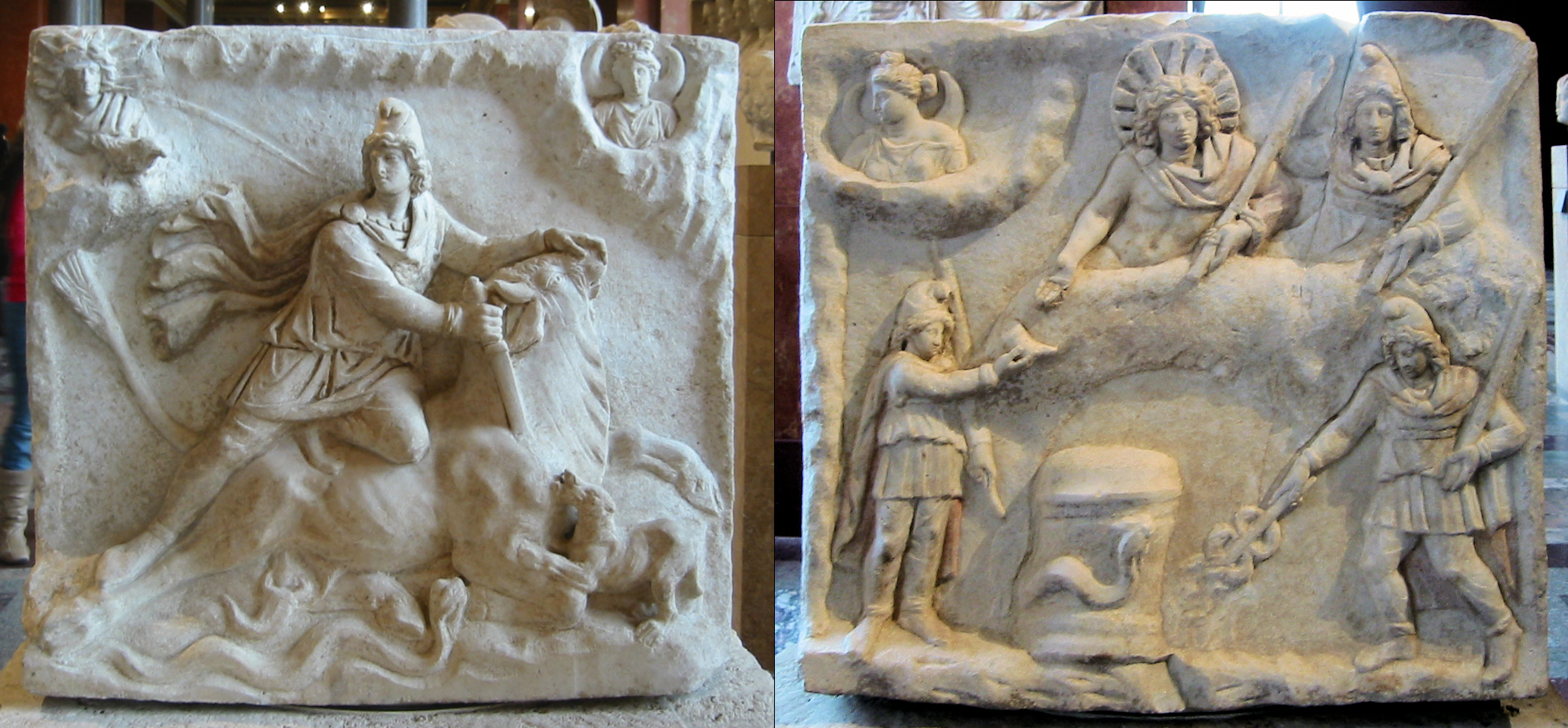
Einweihungsritual des Mithraskultes, rechts

Die Einweihung in den antiken Mysterienkult geht auf die archaische, ursprünglich weltweit verbreitete Pubertäts- und Stammesinitiation zurück. Der Zusammenhang ist auch hier und da noch zu erkennen. So wurde der Tag, an dem die römischen Knaben im 16. Lebensalter die Toga des Erwachsenen anlegten, als ein Tag des Mysteriengottes Liber oder Dionysos/Bacchus gefeiert. Die Mysterien von Eleusis waren ein Teil des athenischen Staatskultes und wurden von Königsarchonten organisiert, ähnlich war der Dionysoskult ein Teil des Staatskultes jedenfalls der Thebaner und Kreter, ebenso gehörten die andanischen Mysterien der Demeter zum Staatskult der Messenier.

#### Isis- und Osiriskult
Wie bei der Pubertäts- und Stammesinitiation liegt die Einweihung auch hier eigentlich im Vorgang der sogenannten Wiedergeburt (renatio), und ähnlich wie dort so ist auch hier der Wiedergeburtsritus streng geheim, sodass man nur ausnahmsweise Einzelheiten erfährt. Der Eid, mit dem sich ein ägyptischer Eingeweihter des Isis- und Osiriskultes zu Verschwiegenheit verpflichtet lautete: „Im Namen des Gottes, der die Erde vom Himmel geschieden hat, das Licht von der Finsternis, den Tag von der Nacht, die Welt vom Chaos, das Leben vom Tod, das Werden vom Vergehen, schwöre ich […], die Mysterien geheim zu halten […], und ich schwöre auch, dass mich Strafe treffen möge, wenn ich zum Verräter werde“.
Apuleius beschreibt im 2. Jahrhundert n. Chr. die Einweihung des Romanhelden Lucius in den griechischen Isis- und Osiriskult. Lucius berichtet: „Die Sonne neigte sich herab und führte den Abend herauf […] Vielleicht magst du, wissbegieriger Leser, in einiger Aufregung fragen, was dann gesprochen, was getan wurde. Ich würde es sagen, wenn ich es sagen dürfte […] Indessen will ich dich, weil dich vielleicht fromme Erwartung gespannt macht, nicht ganz in quälender Ungewissheit lassen. Höre also, aber glaube, was wahr ist: Ich kam zur Grenze des Todes und überschritt die Schwelle der Proserpina, und durch alle Elemente fahrend, kehrte ich (zum Anfang der Welt) zurück. Mitten in der Nacht sah ich die Sonne in hellem Glanz erstrahlen. Ich trat zu den Göttern der Tiefe und der Höhe und betete sie aus nächster Nähe an […] Da habe ich dir nun berichtet, was du wohl gehört hast, aber doch nicht verstehen kannst.“

#### Mithraskult
Eigenart des Mithras-Kultes ist, dass seine kleinen Grottenheiligtümer zwar reich mit Reliefbildern und Plastiken geschmückt waren, es jedoch keine heilige Geschichte des Kultes in schriftlicher Form gibt. Die einzige nennenswerte schriftliche Quelle ist die von Albrecht Dietrich besprochene so genannte Mithrasliturgie. Unter ägyptischen Zauberpapyri aufgefunden und vielleicht selbst ein Zauberpapyrus, erklärt sie ein in jedem Mithräum vorkommendes Bild: Das ist die Szene, in der angeblich Mithras mit dem Sonnengott kämpft. Albrecht Dietrich deutet diese Szene als das mithräische Initiationsritual, wie es in der Mithrasliturgie geschildert wird. Wie Lucius hat offenbar auch der Novize des Mithraskultes eine Vision vom „alle Elemente“ umfassenden Allgott. Die Mithrasliturgie stellt eine Reise des Novizen zum Mittelpunkt des Universums und schließlich zum Gott Mithras dar. Unterwegs begegnet er dem Sonnengott Helios und wird von ihm „neu gezeugt“. Zum Schluss sieht er „herabkommen Gott, übergewaltig, mit leuchtendem Antlitz, jung, mit goldenem Haupthaar, in weißem Gewand […], haltend in der rechten Hand eines Rindes goldene Schulter, die da ist das Bärengestirn (Großer Bär), das bewegt und zurückwendet den Himmel […]“. Bei seiner Begrüßung des Gottes wird dessen Eigenschaft als Pantheos deutlich: „Herr, sei gegrüßt, Herrscher des Wassers, sei gegrüßt, Begründer der Erde, sei gegrüßt, Gewalthaber des Geistes. Herr, wiedergeboren verscheide ich […]; und da ich erhöht bin, sterbe ich […] und gehe den Weg, wie du gestiftet hast […] und geschaffen hast das Sakrament.“

#### Kybele- und Attiskult
Clemens von Alexandrien hat die Bekenntnisformel des Kybele- und Attiskultes überliefert: „Aus dem Tympanum aß ich, / aus der Zimbel trank ich, /den Kernos trug ich umher, / ich stieg in das Brautgemach (pastas) hinab.“ Zum Kybele- und Attiskult gehörte das sogenannte Taurobolium. Der christliche Schriftsteller Prudentius (4. Jh.) beschrieb den Ritus: Ein Stier wird auf einer Art Gitter über einer Grube geschlachtet. Der Täufling befindet sich in der Grube darunter und lässt sich mit dem Blut des Stieres berieseln. Man kann aber auch bezweifeln, dass dieses Taurobolium wirklich zur Einweihung allgemein gehörte. Ein Stieropfer ist teuer. Es ist auch nur im Fall von Priestern bezeugt, die den Stier zum eigenen und zum Wohl des Staates opferten.

#### Kretischer Dionysoskult

Eine Art kretischer Stierkampf

Der christliche Schriftsteller Firmicius Maternus (4. Jh.) berichtet von einem eigenartigen Initiationsritual der Kreter. Der Brauch bezieht sich auf die heilige Geschichte, dass Dionysos schon als Knabe von den Titanen zerrissen und verschlungen wurde. Firmicius Maternus berichtet: „Die Einwohner von Kreta […] veranstalten Tage feierlicher Leichenbestattung und setzen eine jährliche (Opfer-)Feier und eine religiöse (Initiations-)Weihe alle drei Jahre fest, wobei sie alles der Reihe nach tun, was der Knabe bei seinem Sterben getan und erlitten hat. Sie zerfleischen mit den Zähnen einen lebenden Stier, wodurch sie das grausame Mahl (der Titanen) in jährlicher Erinnerung darstellen; und durch dunkle Wälder hin in verworrenem Geschrei laut wehklagend ahmen sie das Rasen (der Titanen?) nach.“
Der Brauch bestand offenbar schon 700 Jahre vorher, denn in dem „Kreterfragment“ des Euripides berichtet ein Eingeweihter des kretischen Dionysoskultes: „Ein heilig' Leben führt' ich, / seit ich Myste des idäischen Zeus geworden / und Hirte des nächtens umherschweifenden Zagreus. / (Ich habe) die Mahlzeit von rohem Fleisch verrichtet --- / und heiße nun Bakchos, da ich / geheiligt worden bin.“ Das Kreterfragment scheint zu beweisen, dass es sich bei dem Brauch der Kreter tatsächlich um ein Einweihungsritual handelte.

### Neue religiöse Bewegungen und Geheimbünde

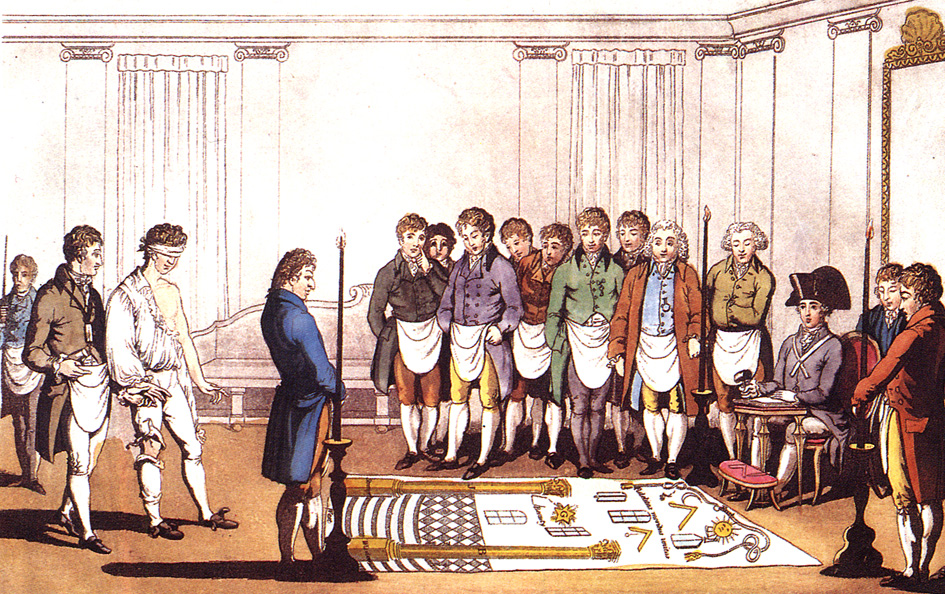
Freimaurer-Initiation eines „Suchenden“
Stich, 1745 in Frankreich

Diverse Neue Religiöse Bewegungen und Freimaurerorden praktizieren Initiationen. Bei Eckankar werden die ersten beiden von bis zu zwölf Initiationen durch die Übergabe eines persönlichen Mantras vollzogen. Im Wicca werden neue Mitglieder durch einen mehrstufigen Initiationsprozess in die Gemeinschaft aufgenommen. Dabei werden bestimmte rituelle Handlungen vorgenommen und dem neuen Mitglied auf diese Weise religiöse Geheimnisse anvertraut. Der Mormonismus kennt das sogenannte Endowment, eine ganze Reihe geheim zu haltender heiliger Handlungen, die beim ersten Besuch eines Gläubigen im Tempel von und an diesem durchgeführt wird.

## Nichtreligiöse Beispiele

### Ritterschlag

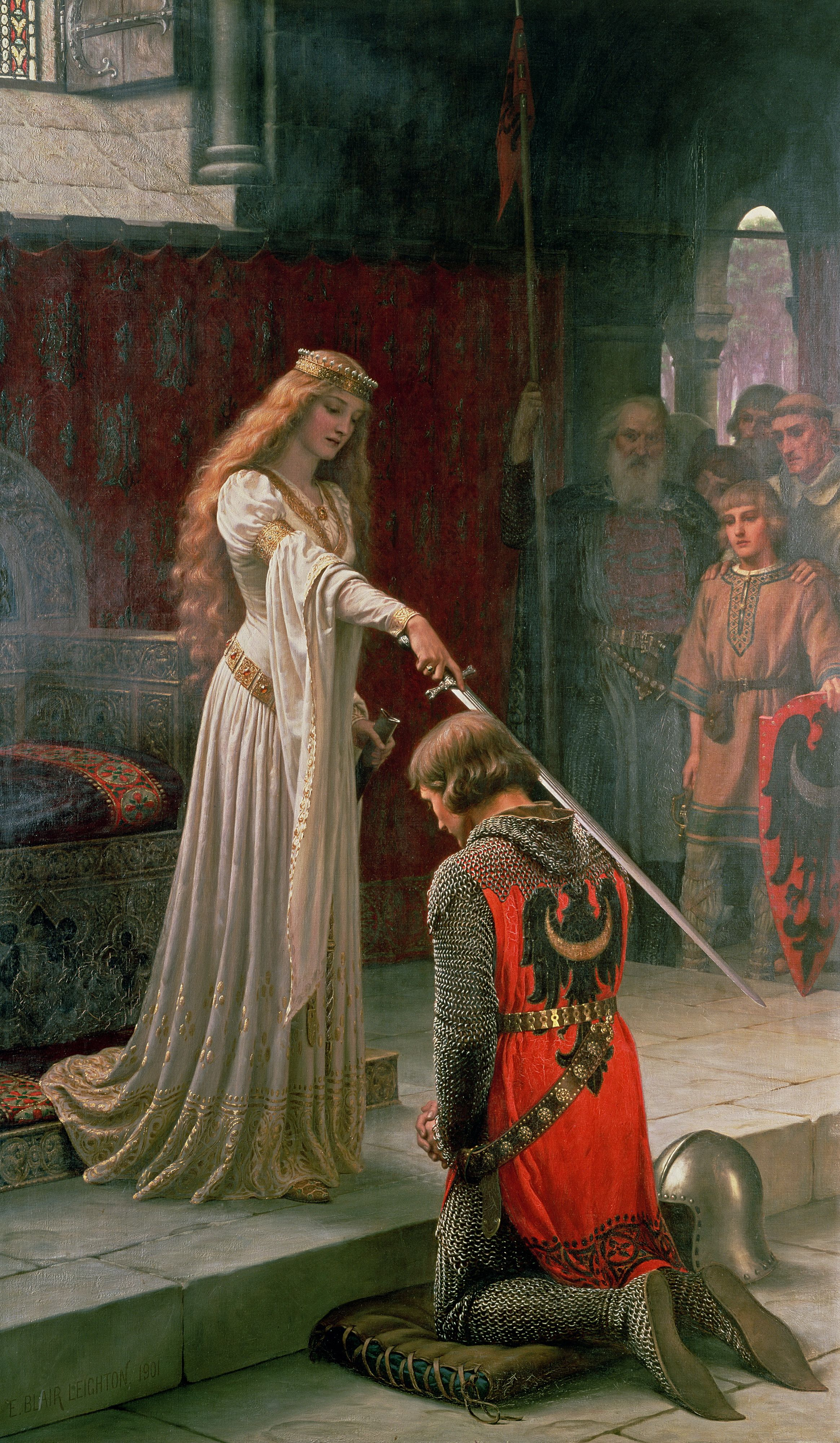
Darstellung eines Ritterschlages

Der Ritterschlag ist ein weltlicher Initiationsritus, bei dem ein Adeliger feierlich in den Ritterstand erhoben wird.

### Jägerschlag
Der Jägerschlag ist heute ein inititierender jagdlicher Brauch, bei dem ein Jungjäger zum Jäger erhoben und in die Alte Jägerschaft aufgenommen wird.

### Jugendweihe
In Deutschland stellt die Jugendweihe einen säkularen Initiationsritus dar, der heutzutage vor allem in den ostdeutschen Bundesländern durchgeführt wird.

### Bildungseinrichtungen
Viele elitäre Bildungseinrichtungen haben eigene Initiationsriten entwickelt. Französische Elite-Bildungseinrichtungen „...überschritten dabei bis etwa 1997 häufig die Grenze zur Demütigung und Misshandlung. Neulinge wurden im Rahmen dieser sogenannten „Bizutage“ zum Beispiel gezwungen, nackt auf allen Vieren Hundekot zu essen, oder ihnen wurde eine Mischung aus Rotwein, Urin und Erbrochenem eingeflößt.“

### Studentenverbindungen
Einige Studentenverbindungen kennen Initiationsriten, bei denen Mitglieder auf Probe aufgenommen werden („Akzeption“/„Acception“). Nach dieser Probezeit von ein bis vier Semestern werden sie vom Status des „Fux“ oder „Fuchs“ mittels einer „Burschung“ („Rezeption“/„Reception“) genannten Initiation zum Vollmitglied ernannt.

### Sport
In Österreich erlangte das Pastern mediale Bekanntheit, als es der ehemalige Fußballprofi Paul Scharner thematisierte. Jüngere Fußballspieler wurden dabei von in der Hierarchie höheren Spielern körperlich angegriffen und gedemütigt. Trainer und Betreuer im Fußball wussten oftmals darüber Bescheid. Seit der öffentlichen Aufmerksamkeit gibt es Initiativen, um das brutale Aufnahmeritual in Vereinen zu unterbinden.
Auch im Skisport wird bzw. wurde das sogenannte Pastern jahrzehntelang betrieben. So berichteten ehemalige Spitzensportler von Übergriffen in den 1970er-, 1980er- oder 1990er-Jahren, beispielsweise am Skigymnasium Stams.

### Jugendbanden
Initiationsrituale sind auch bei Jugendbanden üblich, wobei der Anwärter gewöhnlich eine „Mutprobe“ (z. B. Diebstahl) bestehen muss. Auch werden Neuankömmlinge vor Ekel- und Gewaltproben gestellt, um ihre Unterwerfung zu erzwingen. In Frankreich heißen diese Erniedrigungsrituale „Bizutage“, in Brasilien „Trote“.

### Weitere
Auch beim Militär (so bei den Gebirgsjägern in Mittenwald im Jahr 2009) und in Gefängnissen sind informelle demütigende Aufnahmerituale bekannt. 

### Einschätzungen
Besonders stark ausgeprägt sind der Ethnologin Sabine Doering-Manteuffel zufolge solche Rituale bei Randgruppen, die sich selbst als Elite begreifen. Der Psychologe Jürgen Raithel erklärt diese neuen Formen riskanter Initiationsriten als den Versuch, in einer reizgesättigten und reizdesensibilisierten Gesellschaft neue Reize zu finden, die den Charakter einer Mutprobe tragen.